# علی‌حسین (ایذه)
علی‌حسین (ایذه)، روستایی از توابع بخش مرکزی شهرستان ایذه در استان خوزستان ایران است.

## جمعیت
این روستا در دهستان پیان قرار دارد و براساس سرشماری مرکز آمار ایران در سال ۱۳۸۵، جمعیت آن ۱۶ نفر (۴خانوار) بوده‌است.شماره آبادی ۵۱۵